# Porque te vas (álbum)
Porque te vas, también conocido como Jeanette canta Porque te vas y 9 éxitos más es una banda sonora de la cantante hispano-británica Jeanette, publicado en 1976 por la compañía discográfica Hispavox. Es una reedición del álbum Palabras, promesas... (1973) que incluye el sencillo «Porque te vas» que tuvo éxito en países europeos.

## Información general
En 1974 la discográfica Hispavox lanzó «Porque te vas» sin éxito. Carlos Saura se intereso por la canción cuando la escucho en la radio y quiso que formara parte de una película que él dirigía en ese entonces. La producción solicitó a Jeanette que el tema sea expuesto en el proyecto de Saura y ella aceptó. En 1976 se estrenó Cría cuervos. Esta película contó con amplia difusión en Europa y ganó el Festival de Cannes en Francia. Gracias a ese reconocimiento «Porque te vas» alcanzó el top de ventas en Francia, Alemania y el top 20 de varios países europeos.
Hispavox no renovó contrato con Jeanette y para aprovechar el inmediato éxito de la canción reeditó el disco Palabras, promesas... (1973) sustituyendo las canciones «Amanecer» (cara A) y «Society's Child» (cara B) por «Porque te vas» y «Seguiré amando» publicándolo en 1976. A pesar de que desde 1974 Jeanette tenía un contrato vigente con Ariola llegó a un acuerdo y regrabó algunos sencillos pasados en francés bajo el sello de Hispavox.
Existe algunas ediciones con el título de Jeanette canta Porque te vas y 9 éxitos más que se comercializó Hispavox en España (LP y casete) y Venezuela. En Francia Hispavox lo lanzó con el nombre de Porque te vas y negocio con Polydor para la distribución de este disco en Alemania (LP y casete) y Francia (con canciones adaptadas al idioma), con Dureco para su distribución en los Países Bajos (LP) y Pronto Records en los Estados Unidos. En 1979 Hispavox lo distribuye en Brasil a través de la discográfica Continental.
En España Hispavox vuelve a publicar una nuevas ediciones de este disco en 1983 (LP), 1994 (CD y casete) y 2011 (CD). En 2014 Warner Music (filial de España) lanza otra edición en CD.

## Lista de canciones

### Edición(1976),(1977),(1979)
Lado "A"
| N.º | Título                                                                       | Escritor(es)               | Duración |  |
| 1.  | «Palabras, promesas»                                                         | José Luis Perales          | 4:11     |  |
| 2.  | «Porque te vas»                                                              | José Luis Perales          | 3:23     |  |
| 3.  | «¿Qué le han hecho a mi canción mama?» «What have they done to my song, ma?» | Melanie Safka              | 3:31     |  |
| 4.  | «No digas nada»                                                              | J. Dimech / Adap: R. Turia | 2:55     |  |
| 5.  | «Debajo del platanero» (Underneath the mango tree)                           | M. Norman                  | 2:35     |  |

Lado "B"
| N.º | Título               | Escritor(es)               | Duración |  |
| 1.  | «Soy rebelde»        | Manuel Alejandro           | 3:14     |  |
| 2.  | «Seguiré amando»     | Dimech / R. Carlos Colombo | 3:06     |  |
| 3.  | «Estoy triste»       | M. Alejandro               | 4:03     |  |
| 4.  | «Escucha»            | José Luis Perales          | 3:41     |  |
| 5.  | «Oye mama, oye papa» | M. Alejandro               | 3:24     |  |

### Edición(1976)
Lado "A"

| N.º | Título                                                                       | Escritor(es)                     | Duración |  |
| 1.  | «Porque te vas»                                                              | Perales                          | 3:23     |  |
| 2.  | «Amanecer»                                                                   | J. Soler / R. Turia              | 3:20     |  |
| 3.  | «Il me plaît bien ton frère»                                                 | Perales / Adap: Claude Lemesle   | 4:10     |  |
| 4.  | «¿Qué le han hecho a mi canción mama?» «What have they done to my song, ma?» | Melanie Safka                    | 3:31     |  |
| 5.  | «Amis, amis»                                                                 | M. Norman / Adap: Claude Lemesle | 2:32     |  |
| 6.  | «No digas nada»                                                              | J. Dimech / Adap: R. Turia       | 2:51     |  |

Lado "B"

| N.º | Título                   | Escritor(es)                        | Duración |  |
| 1.  | «L'inconnu qui m'aimera» | M. Alejandro / Adap: Claude Lemesle | 3:14     |  |
| 2.  | «Él es distinto a ti»    | Janis Ian                           | 3:21     |  |
| 3.  | «Je suis triste»         | M. Alejandro / Adap: Claude Lemesle | 3:58     |  |
| 4.  | «Escucha»                | Perales                             | 3:41     |  |
| 5.  | «Oye papa, oye mama»     | M. Alejandro                        | 3:24     |  |
| 6.  | «Pourquoi tu vis»        | Perales / Adap: Claude Lemesle      | 3:21     |  |

## Créditos y personal
- Grabación: Torrelaguna 102 - Madrid 27.

Producción
- Rafael Trabucchelli: productor discográfico
- Waldo de los Ríos, Eddy Guerin y Juan Márquez: arreglos y dirección musical.
- Jeanette: artista principal, voz, coros y compositora.
- Manuel Alejandro: compositor.
- José Luis Perales: compositor.
- Janis Ian: compositora.
- Melanie Safka: compositora
- Monty Norman: compositor.
- Rafael Turia: compositor y adaptación «No digas nada».
- Toti Soler: compositor.

Diseño
- Elías Dolcet y Juan Dolcet: fotografía.

Compañías discográficas
- Hispavox: compañía discográfica (1976, 1977, 1983, 1994 y 2011).
- Polydor Records: distribución (1976 en Alemania y Francia).
- Dureco (Dutch Record Company): distribución (1976 en Países Bajos).
- Pronto Records:  distribución (1977 en Estados Unidos).
- Continental:  distribución (1979 en Brasil).
- Warner Music España: distribución (2014).